# Bryonia lappifolia
Bryonia lappifolia là một loài thực vật có hoa trong họ Cucurbitaceae. Loài này được Vassilcz. mô tả khoa học đầu tiên năm 1957.